# プロスペクト・ミーラ駅 (カルーシュスコ＝リーシュスカヤ線)
座標: 北緯55度46分52秒 東経37度37分54秒 / 北緯55.7812度 東経37.6318度
プロスペクト・ミーラ駅（プロスペクト・ミーラえき、ロシア語: Проспект Мира）は、モスクワ地下鉄・カルーシュスコ＝リーシュスカヤ線（6号線）の駅。

## 歴史
1958年5月1日に6号線の最初の区間の一部として完成した。

## 乗り換え
- プロスペクト・ミーラ駅（モスクワ地下鉄5号線）